# Circuit Félix Guichard
Pour les articles homonymes, voir Guichard.
Le circuit Félix Guichard est un circuit automobile de l'île de La Réunion, département d'outre-mer français dans le sud-ouest de l'océan Indien.
Il est situé à Sainte-Anne, sur le territoire de la commune de Saint-Benoît.

## Annexe